# Almaty Museum of Arts
Het Almaty Museum of Arts of AMA is een kunstmuseum in oprichting in het Kazachse Almaty. Het museum werd opgericht door Nurlan Smagulov en stelt 700 kunstwerken tentoon. Het museum is gericht op hedendaagse kunst uit Kazachstan. Het gebouw werd ontworpen door Chapman Taylor en wordt in de zomer van 2025 geopend.